# Tom Garrett
Thomas William Garrett (bekannt als Tom Garrett, * 26. Juli 1858 in Wollongong, Australien; † 6. August 1943 in Sydney, Australien) war ein australischer Cricketspieler, der zwischen 1877 und 1888 für die australische Nationalmannschaft spielte.

## Kindheit und Ausbildung
Garrett war Sohn eines Zeitungs-Inhabers und Politikers. Garrett besuchte das Newington College in Sydney und studierte an der Sydney University. Er arbeitete zunächst am Supreme Court und wurde dann 1882 als Anwalt zugelassen.

## Aktive Karriere
Garrett gab sein First-Class-Debüt für New South Wales in der Saison 1876/77. Beim ersten Test zwischen England und Australien war er dann Teil des australischen Teams. Nachdem er auch beim Test der nächsten Tour der englischen Mannschaft in Australien im Team war, reiste er mit einem Tour-Team nach England und die Vereinigten Staaten und war so 14 Monate für 77 Spiele im Einsatz. Er konnte dann bei der Tour in der Saison 1881/82 im zweiten Test 4 Wickets für 62 Runs als Bowler erzielen. Im dritten Test der Serie folgten dann insgesamt neun Wickets (3/85 und 6/78), bevor er im vierten Test noch einmal ein Five-for (5/80) erreichte. Bei seinen ersten Besuchen in England in 1882 und 1884 hatte er dann keinen großen Einfluss. Zurück in Australien in der Saison 1884/85 gelang ihm dann ein Fifty über 51* Runs, womit er einen wichtigen Anteil hatte am Sieg im dritten Test der Serie. Beim letzten Besuch in England konnte er dann als Bowler eine wichtige Rolle für Australien spielen und erreichte dabei im dritten Test 3 Wickets für 88 Runs. Im folgenden Winter und ein Jahr später war er dann nochmal Teil des australischen Test-Teams, konnte dort jedoch nicht mehr herausragen. Sein letztes First-Class-Match absolvierte er dann in der Saison 1897/98.

## Nach der aktiven Karriere
Er verfolgte weiter seine Anwalts-Karriere und war dann letztendlich ab 1914 als öffentlicher Treuhänder in Sydney tätig. Bis ins hohe Alter war er somit täglich im Büro. Daneben spielte er Golf und übernahm administratorische Tätigkeiten für New South Wales Cricket. Garrett verstarb dann als letzter verbliebener australischer Spieler des ersten Tests im Jahr 1943 im Alter von 85 Jahren.